# Uniejów Parcele

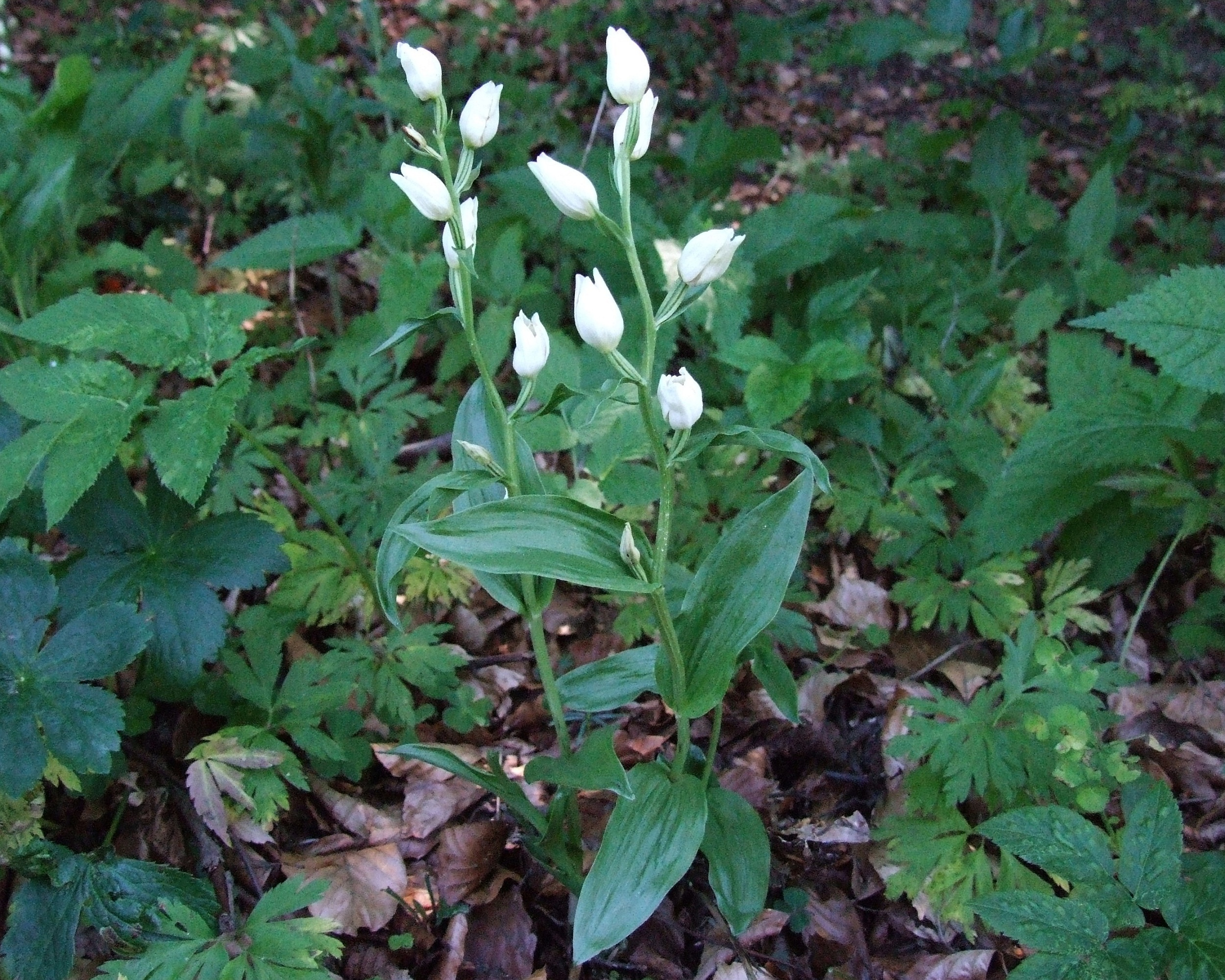
Buławnik wielkokwiatowy

Uniejów Parcele (PLH120075) – projektowany specjalny obszar ochrony siedlisk, aktualnie obszar mający znaczenie dla Wspólnoty, położony na Wyżynie Miechowskiej, na terenie gminy Charsznica, w Uniejowie-Parceli, o powierzchni 3,7 ha. Leży w obrębie Obszaru Chronionego Krajobrazu Wyżyny Miechowskiej.
W obszarze podlegają ochronie dwa siedliska z załącznika I dyrektywy siedliskowej:
- murawa kserotermiczna (Inuletum ensifoliae)
- grąd (Tilio-Carpinetum)

Występują tu liczne gatunki roślin objętych ochroną gatunkową lub zagrożonych:
- zawilec wielkokwiatowy (Anemone sylvestris)
- kopytnik pospolity (Asarum europaeum)
- aster gawędka (Aster amellus)
- dzwonek syberyjski (Campanula sibirica)
- dziewięćsił bezłodygowy (Carlina acaulis)
- centuria pospolita (Centaurium erythraea)
- buławnik wielkokwiatowy (Cephalanthera damasonium)
- wawrzynek wilczełyko (Daphne mezereum)
- kruszczyk szerokolistny (Epipactis helleborine)
- kruszyna pospolita (Frangula alnus)
- storczyk kukawka (Orchis militaris)
- pierwiosnek lekarski (Primula veris)
- kalina koralowa (Viburnum opulus)